# Сугимура, Харуко
Харуко Сугимура (яп. 杉村 春子 Сугимура Харуко, 6 января 1909, Хиросима — 4 апреля 1997, Токио), настоящее имя Харуко Исияма (яп. 石山 春子 Исияма Харуко) — японская актриса театра и кино, игравшая на сценах театров Цукидзи и Бунгакудза в пьесах сингэки и снимавшаяся в фильмах режиссёров Акиры Куросавы, Ясудзиро Одзу, Микио Нарусэ и Кэйсукэ Киносита. Лауреат премии Японской академии искусств (1948), театральной премии Ёмиури (1994) и многих других, лауреат двух ордена Культуры (1995), почётная жительница Токио.

## Биография
Харуко Накано родилась в Хиросиме 6 января 1909 года. В раннем возрасте осталась сиротой и была принята на воспитание в семью строительного подрядчика, который спонсировал местный театр Котобукидза. С детства Харуко брала на спектакли приёмная мать, бывшая поклонницей театра. Харуко была очарована пением Миуры Тамаки в опере «Мадам Баттерфляй» и планировала стать оперной певицей.
Окончив школу, Сугимура попыталась поступить в Токийский университет искусств, но не прошла экзаменацию ни в первый раз, ни во второй, год спустя. Она вернулась в родной город и получила работу учительницы музыки в Средней и старшей школе для девочек. Здесь от коллеги она впервые услышала о Малом театре Цукидзи в Токио. В 1927 году Харуко снова приехала в Токио и была принята в Цукидзи в качестве актрисы-студентки. Она исполняла небольшие роли два года, до закрытия театра.
В 1932 году Сугимура сыграла в фильме «Намико» (яп. 浪子) вместе с Яэко Мидзутани, а в следующем году вышла замуж за студента-медика Нагахиро Кисиро, который был моложе её на пять лет. Первый муж Харуко умер от туберкулёза в 1942 году. Овдовев, она сошлась с драматургом Моримото Каору, но и он умер от туберкулёза в 1946 году. В 1950 году Сугимура вышла замуж во второй раз за врача Исияму Суяхико, который также был моложе её на десять лет и также умер от туберкулёза в 1966 году.
В 1937 году Харуко вместе с несколькими другими актёрами и писателями, включая Мантаро Куботу и Кунио Кисиду, стала основательницей, а позже — и звездой, театра «Бунгакудза». В 1941 году Каору Моримото написал для Харуко пьесу «Жизнь женщины» (яп. 女の一生 онна но иссё:), которая стала для неё самой популярной ролью. Сугимура много лет дружила с Юкио Мисимой и играла в его постановках, однако споры относительно его пьесы «Кото радости» (яп. 喜びの琴 ёрокоби но кото) их рассорили.
Харуко считается одной из наиболее видных актрис современного (европеизированного) японского театра. Сугимура продолжала играть и в пожилом возрасте, оставив сцену лишь за два месяца до смерти от рака поджелудочной железы.

### Награды
- 1948: премия Японской академии искусств[яп.][1].
- 1951: премия «Голубая лента» в номинации «Лучшая актриса второго плана»[13].
- 1954: премия «Майнити» в номинации «Лучшая актриса второго плана»[13].
- 1959: премия Японской радиовещательной корпорации[яп.][1].
- 1969: премия «Асахи»[1].
- 1969: премия «Майнити за искусство»[яп.][1].
- 1974: звание Заслуженного деятеля культуры[яп.][1].
- 1988: премия «Фумико Ямадзи»[яп.][14].
- 1991: театральная премия «Кинокунья»[яп.][14].
- 1991: премия Фестиваля искусств[яп.][1].
- 1992: звание Почётного жителя Токио[яп.][14].
- 1994: театральная премия «Ёмиури»[яп.][14].
- 1995: Орден Культуры — Сугимура отказалась от награды[15][2].
- 1995: премия «Майнити» в номинации «Лучшая актриса»[13].
- 1995: премия «Никкан Спортс[яп.]» в номинации «Лучшая актриса»[13].
- 1995: премия «Кинэма Дзюмпо» в номинации «Лучшая актриса»[13].
- 1996: премия Японских кинокритиков[яп.] в номинации «Лучшая актриса»[1].
- 1998: специальный приз премии «Майнити»[13].

## Частичная фильмография
- Армия (1944);
- Без сожалений о нашей юности (1946);
- Пламя любви (1947);
- Искушение (1948);
- Поздняя весна (1949);
- Когда мы встретимся вновь (1950);
- Раннее лето (1951);
- Токийская повесть (1953);
- Жизнь женщины (1953);
- Мутный поток (1953);
- Орден (1954);
- Дневник полицейского (1955);
- Ёкихи (1955);
- Ранняя весна (1956);
- По течению (1956);
- Токийские сумерки (1957);
- Доброе утро (1959);
- Плывущие водоросли (1959);
- Рождение Японии (1959);
- Осень в семье Кохаягава (1961);
- Вкус сайры (1962);
- Кайдан (1964);
- Красная борода (1965);
- Завод рабов (1968);
- Окаменелость (1975);
- Последнее примечание[яп.] (1995).